# Université technologique d'État de Kano
L'Université des sciences et technologies de Kano, Wudil (Kano University of Science and Technology, KUST) est une université nigériane.

## Histoire
Elle a été créée en tant que "Kano University of Technology" (KUT) en 2001. Le gouverneur d'alors de l'État de Kano, Rabiu Musa Kwankwaso a réfléchi à l'idée de créer la première université d'État au cours de son premier mandat entre 1999 et 2003.  Elle est située à Wudil, un gouvernement local dans l'État de Kano au Nigeria. L'université qui était connue sous le nom de Kano University of Technology, Wudil a été renommée Kano University of Science and Technology, Wudil en 2005. Elle est membre de l'Association des universités du Commonwealth,,.  

## Organisation
KUST, Wudil a commencé avec 2 facultés (faculté d'agriculture et technologie agricole et faculté des sciences) et aujourd'hui il y a six facultés - Faculté d'Agriculture et Technologie Agricole (FAAT); Faculté des sciences informatiques et mathématiques (FACMS); Faculté des sciences de la Terre et de l'environnement (FAEES); Faculté de génie (FAENG); Faculté des sciences (FASSE) et Faculté des sciences et de l'enseignement technique (FASTE). L'Université compte également 10 instituts et gère l'IJMB et les sciences correctives sous la direction de l'Institut et de la formation continue. La population étudiante est passée de 88 étudiants en 2000 à environ 15 000 étudiants. 

## Cours et programmes
- Ingénierie agronome
- Enseignement agricole et scientifique
- Agriculture
- Architecture
- Ingénierie automobile
- Biochimie
- Biologie
- Chimie
- Génie civique
- Informatique
- Éducation et biologie
- Enseignement et chimie
- Éducation et géographie
- Éducation et mathématiques
- Éducation et physique
- Ingénierie électrique
- Génie de l'environnement
- Science et technologie alimentaires
- Géographie
- Géologie
- Éducation à la santé
- Technologies de l'information et de la communication
- Bibliothèque et sciences de l'information
- Mathématiques
- Ingénierie mécanique
- Génie mécatronique
- Microbiologie
- Physique
- Science Libratory Technology
- Statistiques
- Planification urbaine et régionale
- Ingénierie des ressources en eau et de l'environnement [5],[6],[7]